# The Colóns
The Colóns è stato un tag team di wrestling attivo in WWE formato da Carlito e Primo. I due sono stati i primi Unified WWE Tag Team Champions della storia, avendo detenuto allo stesso tempo il World Tag Team Championship e il WWE Tag Team Championship.
In passato il duo, allenato da Carlos Colón Sr., ha combattuto anche nella World Wrestling Council vincendo una volta il WWC World Tag Team Championship.

## Storia

### World Wrestling Council (2002)
I Colóns iniziarono la loro carriera nella compagnia del loro padre Carlos Colón Sr., la World Wrestling Council (WWC), dove vinsero il WWC World Tag Team Championship sconfiggendo Thunder e Lightning il 16 marzo 2002, perdendo però i titoli subito dopo la notte seguente contro gli ex-campioni. Nel 2009 i Colóns tornarono in WWC in occasione di un evento speciale.

### WWE

#### Formazione (2008–2009)

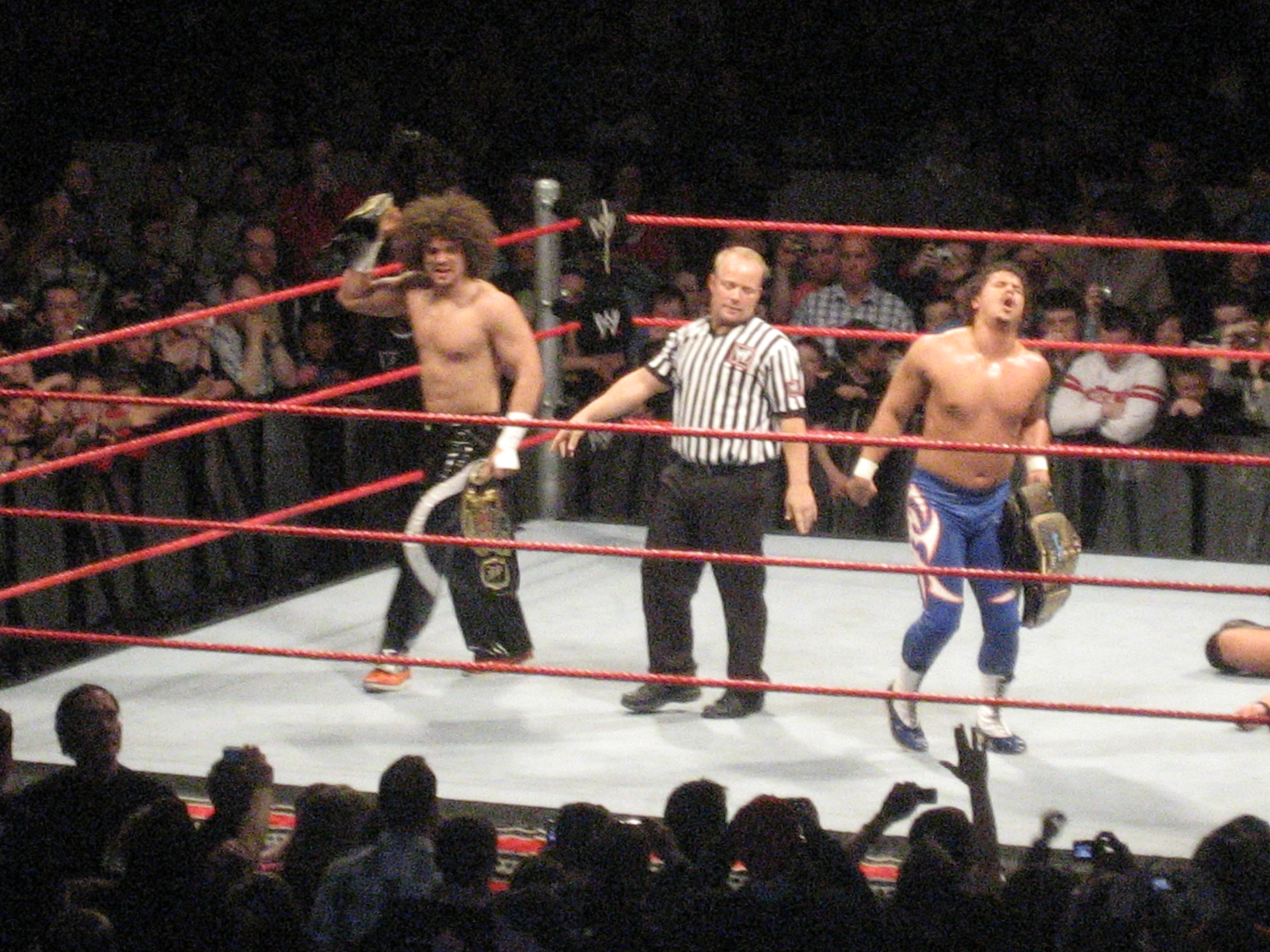
I Colóns come Unified WWE Tag Team Champions

Carlito, che era già un membro del roster di SmackDown! dal 2004, venne affiancato a suo fratello Primo nel 2008 e i due formarono un tag team. Il 21 settembre 2008, a SmackDown, i i Colóns sconfissero Curt Hawkins e Zack Ryder vincendo il WWE Tag Team Championship per la prima volta. Due settimane dopo, sempre a SmackDown, i Colóns difesero con successo le cinture contro gli ex-campioni Hawkins e Ryder. A partire da novembre 2008, i Colóns furono affiancati dalle Bella Twins (Brie e Nikki Bella) e, proprio grazie a loro, iniziarono una faida con John Morrison e The Miz, detentori del World Tag Team Championship e membri del roster di Raw. La faida culminò il 5 aprile 2009 nel pre-show di WrestleMania XXV, quando i Colóns sconfissero Morrison e Miz vincendo il World Tag Team Championship e unificandolo con il WWE Tag Team Championship, diventando i primi Unified WWE Tag Team Champions della storia. La sera successiva, a Raw, i Colóns difesero con successo i titoli contro gli ex-campioni Morrison e Miz. Il 15 aprile 2009 i Colóns vennero trasferiti nel roster di Raw, dove debuttarono il 27 aprile sconfiggendo Chavo Guerrero e Jamie Noble. Nella puntata di Superstars del 28 maggio i Colóns sconfissero il World's Greatest Tag Team (Charlie Haas e Shelton Benjamin). Il 28 giugno, a The Bash, i Colóns persero i titoli contro Chris Jericho e Edge. Sia nel rematch della sera dopo e sia il 6 luglio (in entrambi i casi a Raw) i Colóns non riuscirono a riconquistare le cinture contro Jericho e Edge. Una settimana dopo Carlito effettuò un turn heel attaccando Primo e il team si sciolse, con Primo che ottenne la sua vendetta due settimane dopo in un 6-man tag team match.

#### Reunion (2010)
I Colóns si sono riuniti nella puntata di Superstars del 6 maggio 2010 quando Carlito interruppe un match e propose a Primo una riunione; Primo accettò ed effettuò un turn heel. Il 10 maggio 2010 a Raw il duo attaccò R-Truth. La reunion dei Colóns, tuttavia, ebbe vita breve poiché il 21 maggio Carlito venne sospeso per la violazione del Wellness Program, mentre Primo si alleò con suo cugino Epico. Nel 2014 Carlito e Primo introdussero loro padre Carlos Colón Sr. nella WWE Hall of Fame.

## Nel wrestling

### Mosse finali
- Backstabber (Double knee backbreaker)

### Manager
- The Bella Twins
- Brie Bella

### Musiche d'ingresso
- "Cool" di Jim Johnston (WWE; 2008–2010)

## Titoli e riconoscimenti
- Puerto Rico Wrestling
  - Tag Team of the Year (2008)[1]
- World Wrestling Council
  - WWC World Tag Team Championship (1)[2]
- World Wrestling Entertainment
  - World Tag Team Championship (1)[3]
  - WWE Tag Team Championship (1)[4]